# Adidas International 2000 - Doppio femminile
Il doppio femminile  del torneo di tennis Adidas International 2000, facente parte del WTA Tour 2000, ha avuto come vincitrici Julie Halard e Ai Sugiyama che hanno battuto in finale Martina Hingis e Mary Pierce con il punteggio di 6–0, 6–3.

## Teste di serie
1. Lindsay Davenport /  Corina Morariu (semifinali)
2. Lisa Raymond /  Rennae Stubbs (primo turno)

1. Martina Hingis /  Mary Pierce (finale)
2. Irina Spîrlea /  Caroline Vis (primo turno)

## Tabellone

### Legenda
| - Q = Qualificato - WC = Wild card - LL = Lucky loser | - ALT = Alternate - SE = Special Exempt - PR = Protected Ranking | - w/o = Walkover - r = Ritirato - d = Squalificato |